# Junta de Energia Nuclear

Logotipo

A Junta de Energia Nuclear (JEN) foi um organismo de investigação e coordenação do Estado português que no período de 1954 a 1979 exerceu um conjunto alargado de competências no âmbito da prospecção e controlo da comercialização de minérios radioativos, da investigação científica e tecnológica em matéria de energia nuclear e do uso de isótopos radioativos em diversos campos de atividade, com destaque para a medicina nuclear, e da segurança e controlo de materiais e equipamentos radiativos. A instituição foi extinta em 1979 por integração no então criado Laboratório Nacional de Engenharia e Tecnologia Industrial.

## Descrição
O Decreto-Lei n.º 39580, de 29 de Março de 1954, criou a Junta de Energia Nuclear, para funcionar na dependência da Presidência do Conselho, e a Comissão de Estudos de Energia Nuclear, a funcionar no âmbito do Instituto de Alta Cultura, e definiu as suas atribuições e constituição. Aquele diploma foi complementado pelo Decreto-Lei n.º 39581, de 29 de Março de 1954, que fixou os vencimentos e gratificações dos membros da Junta de Energia Nuclear e regulou o funcionamento dos respectivos serviços.
O diploma dispunha sobre a gestão administrativa e financeira das referidas estruturas e fixava as seguintes atribuições e competências:
- prospectar, explorar, preparar e transacionar minérios radioativos;
- produzir e aproveitar combustíveis nucleares;
- produzir energia eléctrica por via nuclear;
- aplicar radiações e isótopos radioativos em vários domínios;
- promover o desenvolvimento da utilização da energia nuclear;
- proteger os trabalhadores e as populações contra os efeitos das radiações;
- solucionar problemas relacionados com a energia nuclear e de interesse para a defesa civil e militar do território;
- proteger contra ataques atómicos;
- fomentar e manter relações com serviços e organismos congéneres estrangeiros e organizações internacionais com atuação na área da energia nuclear.